# Kis bíborasztrild
A kis bíborasztrild (Pyrenestes minor) a madarak osztályának verébalakúak (Passeriformes) rendjébe, ezen belül a díszpintyfélék (Estrildidae) családjába tartozó  faj.

## Előfordulása
Malawi, Mozambik, Tanzánia és Zimbabwe területén honos. A természetes élőhelye szubtrópusi és trópusi száraz erdők, síkvidéki esőerdők és bokrosok, folyók és patakok környéke.

## Megjelenése
Testhossza 14 centiméter. A hím feje elöl, egészen a mell felső részéig skarlátvörös. Alul és felül barna. A felső farkfedők, a középső farktollak, valamint a többi farktoll külső szegélye vörös. A csőr fekete, a szem barna. A tojón csekélyebb a vörös szín kiterjedése, csak a torokig ér.